# Eric Braamhaar
Frederikus (Eric) Johannes Braamhaar (Rijssen, 13 oktober 1966) is een Nederlands voormalig voetbalscheidsrechter, politicus en bestuurder.

## Biografie

### Scheidsrechter
Erik Braamhaar floot van 2001 tot eind 2011 wedstrijden voor de UEFA en de FIFA, waarna hij moest stoppen vanwege de leeftijdsgrens. Zijn FIFA-badge ging over naar Serdar Gözübüyük. Braamhaar stopte op 9 augustus 2017 helemaal met het leiden van wedstrijden. Hij floot ruim vijfhonderd wedstrijden in het Nederlandse betaalde voetbal. Hij was in 2017 al een tijd niet meer op de velden verschenen. Als reden gaf Braamhaar aan dat het steeds moeilijker was om mee te kunnen komen op de trainingen met de overige scheidsrechters, doordat hij te veel last had van een slepende knieblessure.
Braamhaar floot in Nederland wedstrijden in de Eredivisie. Hij maakte op 7 december 2005 zijn debuut in de Champions League. Hij leidde toen een wedstrijd tussen Udinese en FC Barcelona. Braamhaar was een van de scheidsrechters in de voorselectie voor scheidsrechters voor het EK 2008. Pieter Vink werd echter gekozen. Braamhaar werd daarna enige tijd niet in de Eredivisie aangesteld, naar eigen zeggen omdat hij de teleurstelling een plaats wilde geven. Braamhaar wilde zich na zijn scheidsrechterscarrière De Tukker richten op een maatschappelijke loopbaan; mensen uit achterstandswijken, of met een verslaving, begeleiden.

#### Opmerkelijke wedstrijden

##### Champions League:Lille OSC-Manchester United,20 februari2007
Braamhaar kwam in het nieuws door een omstreden beslissing in de Champions League wedstrijd Lille OSC-Manchester United op dinsdag 20 februari 2007. Hij keurde een doelpunt van Lille wegens duwen af en gaf daarna wel zijn fiat aan een goal van Ryan Giggs, die een vrije trap nam terwijl Lille de muur nog neerzette, terwijl Braamhaar nog niet gefloten had. De Fransen waren woedend. Manchester United won de wedstrijd met 0-1. De spelers van Lille wilden na de goal van het veld lopen. Na enkele minuten praten, kon de wedstrijd worden vervolgd. Braamhaar verklaarde na de wedstrijd dat alleen op zijn fluitje gewacht had moeten worden als hij dat zou hebben aangegeven en dat had hij niet gedaan.

##### Eredivisie:PSV-Ajax,18 maart2007
Tijdens de wedstrijd PSV-Ajax op 18 maart 2007 maakte Braamhaar na de 1-5 van Kenneth Pérez een juichend handgebaar, waaruit sommige mensen opmaakten dat hij juichte voor het doelpunt. Braamhaar gaf als verklaring dat hij het 'kicken' vond dat de voordeelregel, die hij had toegepast, goed was uitgevallen.

### Wethouder
Bij de gemeenteraadsverkiezingen van 2018 stond Braamhaar als nummer 26 op de lijst van Nieuw Enter Wierden. Hij werd op basis van voorkeursstemmen verkozen voor de gemeenteraad van Wierden. Hij werd voorgedragen als wethouder namens die partij. In juni 2020 werd Braamhaar onwel tijdens een raadsvergadering, later bleek dit te wijten aan een burn-out. In januari 2021 maakte Braamhaar bekend niet meer terug te keren als wethouder en zich volledig te willen richten op zijn herstel.

## Interlands
| Datum            | Plaats                   | Wedstrijd                 | Uitslag | Competitie           | Kreeg geel | Kreeg voor de tweede keer geel en dus rood | Weggestuurd |
| ---------------- | ------------------------ | ------------------------- | ------- | -------------------- | ---------- | ------------------------------------------ | ----------- |
| 12 februari 2003 | Glasgow, Schotland       | Schotland – Ierland       | 0 – 2   | Vriendschappelijk    | 0          | 0                                          | 0           |
| 18 februari 2004 | Palermo, Italië          | Italië – Tsjechië         | 2 – 2   | Vriendschappelijk    | 1          | 0                                          | 0           |
| 9 oktober 2004   | Luxemburg, Luxemburg     | Luxemburg – Rusland       | 0 – 4   | Kwalificatie WK 2006 | 1          | 0                                          | 0           |
| 4 juni 2005      | Glasgow, Schotland       | Schotland – Moldavië      | 2 – 0   | Kwalificatie WK 2006 | 3          | 0                                          | 0           |
| 3 september 2005 | Bratislava, Slowakije    | Slowakije – Duitsland     | 2 – 0   | Vriendschappelijk    | 2          | 0                                          | 0           |
| 2 september 2006 | Boedapest, Hongarije     | Hongarije – Noorwegen     | 1 – 4   | Kwalificatie EK 2008 | 3          | 0                                          | 0           |
| 11 oktober 2006  | Sint-Petersburg, Rusland | Rusland – Estland         | 2 – 0   | Kwalificatie EK 2008 | 4          | 1                                          | 0           |
| 28 maart 2007    | Belfast, Ierland         | Noord-Ierland – Zweden    | 2 – 1   | Kwalificatie EK 2008 | 1          | 0                                          | 0           |
| 8 september 2007 | Beograd, Servië          | Servië – Finland          | 0 – 0   | Kwalificatie EK 2008 | 3          | 0                                          | 0           |
| 21 november 2007 | Istanboel, Turkije       | Turkije – Bosnië en Herz. | 1 – 0   | Kwalificatie EK 2008 | 3          | 0                                          | 0           |
| 26 maart 2008    | Bazel, Zwitserland       | Zwitserland – Duitsland   | 0 – 4   | Vriendschappelijk    | 3          | 0                                          | 0           |
| 30 mei 2008      | Praag, Tsjechië          | Tsjechië – Schotland      | 3 – 1   | Vriendschappelijk    | 0          | 0                                          | 0           |
| 20 augustus 2008 | Göteborg, Zweden         | Zweden – Frankrijk        | 2 – 3   | Vriendschappelijk    | 2          | 0                                          | 0           |
| 11 oktober 2008  | Charkov, Oekraïne        | Oekraïne – Kroatië        | 0 – 0   | Kwalificatie WK 2010 | 3          | 0                                          | 0           |
| 28 maart 2009    | Kaunas, Litouwen         | Litouwen – Frankrijk      | 0 – 1   | Kwalificatie WK 2010 | 2          | 0                                          | 0           |
| 5 september 2009 | Jerevan, Armenië         | Armenië – Bosnië en Herz. | 0 – 2   | Kwalificatie WK 2010 | 4          | 0                                          | 0           |
| 17 november 2009 | Masqat, Oman             | Oman – Brazilië           | 0 – 2   | Vriendschappelijk    | 0          | 0                                          | 0           |
| 28 mei 2010      | Dublin, Ierland          | Ierland – Algerije        | 3 – 0   | Vriendschappelijk    | 0          | 0                                          | 0           |
| 8 oktober 2010   | Porto, Portugal          | Portugal – Denemarken     | 3 – 1   | Kwalificatie EK 2012 | 1          | 0                                          | 0           |
| 9 februari 2011  | Dortmund, Duitsland      | Duitsland – Italië        | 1 – 1   | Vriendschappelijk    | 1          | 0                                          | 0           |
| 29 maart 2011    | Den Haag, Nederland      | Peru – Ecuador            | 0 – 0   | Vriendschappelijk    | 4          | 0                                          | 1           |